# Bedřich Havránek

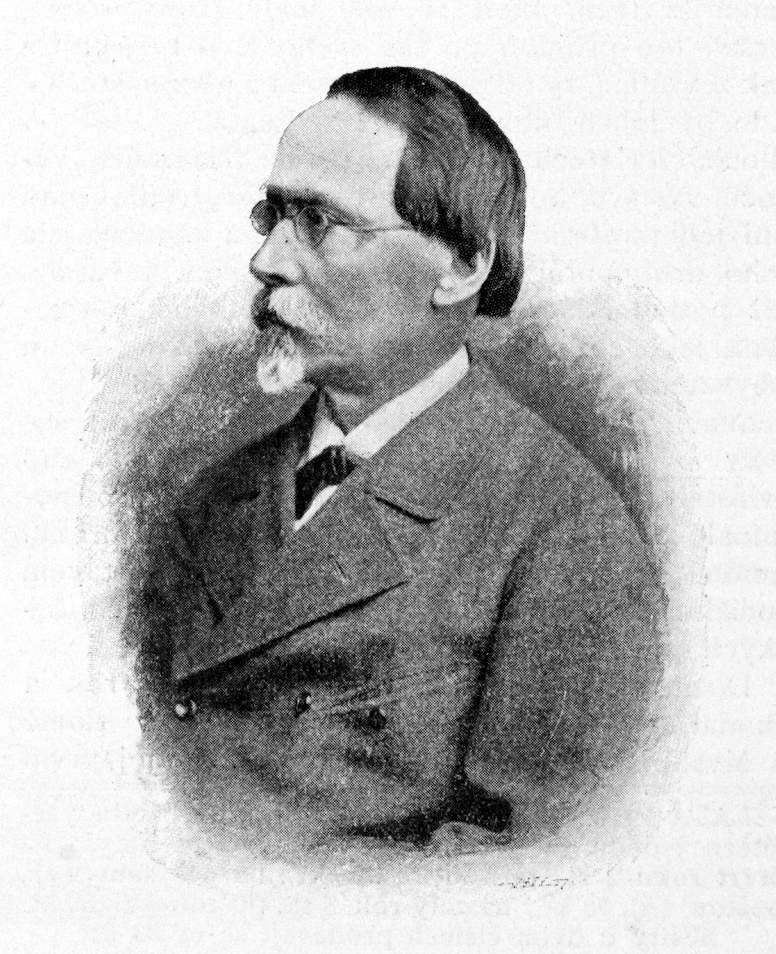
Bedřich Havránek.

Bedřich Havránek (tyska Friedrich Hawranek), född den 4 januari 1821 i Prag, död den 1 mars 1899, var en tjeckisk landskapsmålare. 
Havránek studerade vid konstakademien i sin hemstad under ledning av Antonín Mánes och Christian Ruben. Han gjorde studieresor i Polen, Tyrolen, Steyermark, Bayern, Frankrike och Sachsen, samt var en tid lärare för ärkehertig Ludwig Salvator av Toscana. "Det egendomliga i hans för öfrigt temligen prosaiskt-gemytliga landskap består uti den fina utarbetningen äfven i de minsta detaljer, så att han icke orättvist kallas för 'landskapsmålningens Denner'", heter det i Europas konstnärer .